# آرشي دوغلاس
آرشي دوغلاس (7 يونيو 1867 - 24 يناير 1953) (بالإنجليزية: Archie Douglas)‏ هو لاعب كريكت بريطاني (وحمل سابقاً جنسية المملكة المتحدة لبريطانيا العظمى وأيرلندا). لعب مع Europeans cricket team ‏.